# John O. Brennan
John Owen Brennan (sinh ngày 22 tháng 9 năm 1955) là Giám đốc Cơ quan Tình báo Trung ương. Trước đó ông là trưởng cố vấn chống khủng bố của Tổng thống Mỹ Barack Obama, chính thức chức danh là Phó cố vấn An ninh Quốc gia về An ninh nội địa và Chống khủng bố, và Trợ lý Tổng thống. Trách nhiệm bao gồm kế hoạch giám sát để bảo vệ đất nước khỏi chủ nghĩa khủng bố và ứng phó thiên tai, và ông gặp với Tổng thống hàng ngày. Trước đó, ông cố vấn cho Obama về chính sách đối ngoại và các vấn đề tình báo trong chiến dịch tranh cử tổng thống năm 2008 và quá trình chuyển đổi. Brennan rút tên của mình khỏi ứng viên cho chức Giám đốc CIA trong chính quyền Obama đầu tiên do các mối quan ngại về sự ủng hộ của ông cho việc sử dụng tra tấn của CIA dưới thời Tổng thống George W. Bush. Thay vào đó, Brennan được bổ nhiệm làm Phó Cố vấn an ninh Quốc gia, một vị trí mà không cần Thượng viện xác nhận.
Brennan có 25 năm làm việc ở CIA bao gồm những công việc làm nhà phân tích Cận Đông và Nam Á, như là trưởng trạm ở Ả-rập Xê-út, và là giám đốc các Trung tâm Chống khủng bố quốc gia. Sau khi rời công việc chính phủ trong năm 2005, Brennan đã trở thành giám đốc điều hành của Tổng công ty Phân tích, một doanh nghiệp tư vấn an ninh và giữ chức Chủ tịch của Liên minh An ninh Quốc gia và Tình báo, một hiệp hội của các chuyên gia tình báo.
Tổng thống Obama đề cử Brennan là giám đốc của Cơ quan Tình báo Trung ương vào ngày 7 tháng 1 năm 2013. ACLU kêu gọi Thượng viện Hoa Kỳ tiến hành bổ nhiệm cho đến khi có khẳng định rằng "tất cả các hành vi của ông là trong khuôn khổ pháp luật" tại CIA và Nhà Trắng. John Brennan đã được phê duyệt bởi Ủy ban Tình báo Thượng viện vào ngày 05 tháng 3 năm 2013 để kế nhiệm David Petraeus làm Giám đốc Cơ quan Tình báo Trung ương một cuộc bỏ phiếu với tỷ lệ 12-3.

## Thời trẻ và giáo dục
Brennan, con trai một người nhập cư Ai Len từ Roscommon, Ireland, lớn lên ở North Bergen, New Jersey. Cậu học Trường cơ sở Immaculate Heart of Mary, và tốt nghiệp từ Trường trung học Saint Joseph of the Palisades ở West New York, New Jersey.
Khi đang đi trên một chiếc xe buýt đến lớn ở Đại học Fordham, cậu nhìn thấy một quảng cáo trên The New York Times rằng CIA đang tuyển người, và cảm thấy sự nghiệp ở CIA phù hợp cho "wanderlust" của anh và mong muốn của anh làm công việc công. Cậu nhận bằng cử nhân khoa học chính trị từ Fordham năm 1977. Các nghiên cứu của ông bao gồm một năm học ở nước ngoài học tiếng Ả Rập và nghiên cứu Trung Đông tại Đại học Mỹ ở Cairo. Anh nhận bằng thạc sĩ trong chính phủ với tập trung về các nghiên cứu Trung Đông từ Đại học Texas tại Austin vào năm 1980. Ông nói tiếng Ả Rập thông thạo.

## Làm việc cho CIA
Brennan đã bắt đầu sự nghiệp với CIA với công việc nhà phân tích, có lẽ là tại khu vực Washington DC, và đã trải qua 25 năm với cơ quan này. Có thời điểm trong sự nghiệp của ông, ông là một người báo cáo ngắn hàng ngày cho Tổng thống Bill Clinton. Năm 1996 ông là Trưởng trạm CIA ở Riyadh, Ả Rập Saudi khi vụ đánh bom các tháp Khobar giết chết 19 quân nhân Mỹ. Năm 1999, ông được bổ nhiệm Chánh văn phòng cho George Tenet, lúc đó là Giám đốc CIA. Brennan trở thành phó giám đốc điều hành CIA tháng 3 năm 2001. Ông là giám đốc của Trung tâm Tích hợp Khủng bố mới được thành lập, giai đoạn 2003 đến 2004, một cơ quan có nhiệm vụ sàng lọc và biên soạn thông tin cho các cuộc họp giao ban tình báo hàng ngày tối mật của Tổng thống Bush và sử dụng công việc của các nhà phân tích từ một chục cơ quan và các tổ chức. 
Một trong những tranh cãi trong sự nghiệp của ông liên quan đến sự phân bố của tình báo cho Nhà Trắng Bush đã giúp dẫn đến một "Cảnh báo Khủng bố Da cam", trong dịp Giáng sinh năm 2003. Thông tin tình báo, mà mục đích liệt kê các mục tiêu khủng bố, đã gây nhiều tranh cãi trong CIA và sau đó mất uy tín.

### Giám đốc CIA

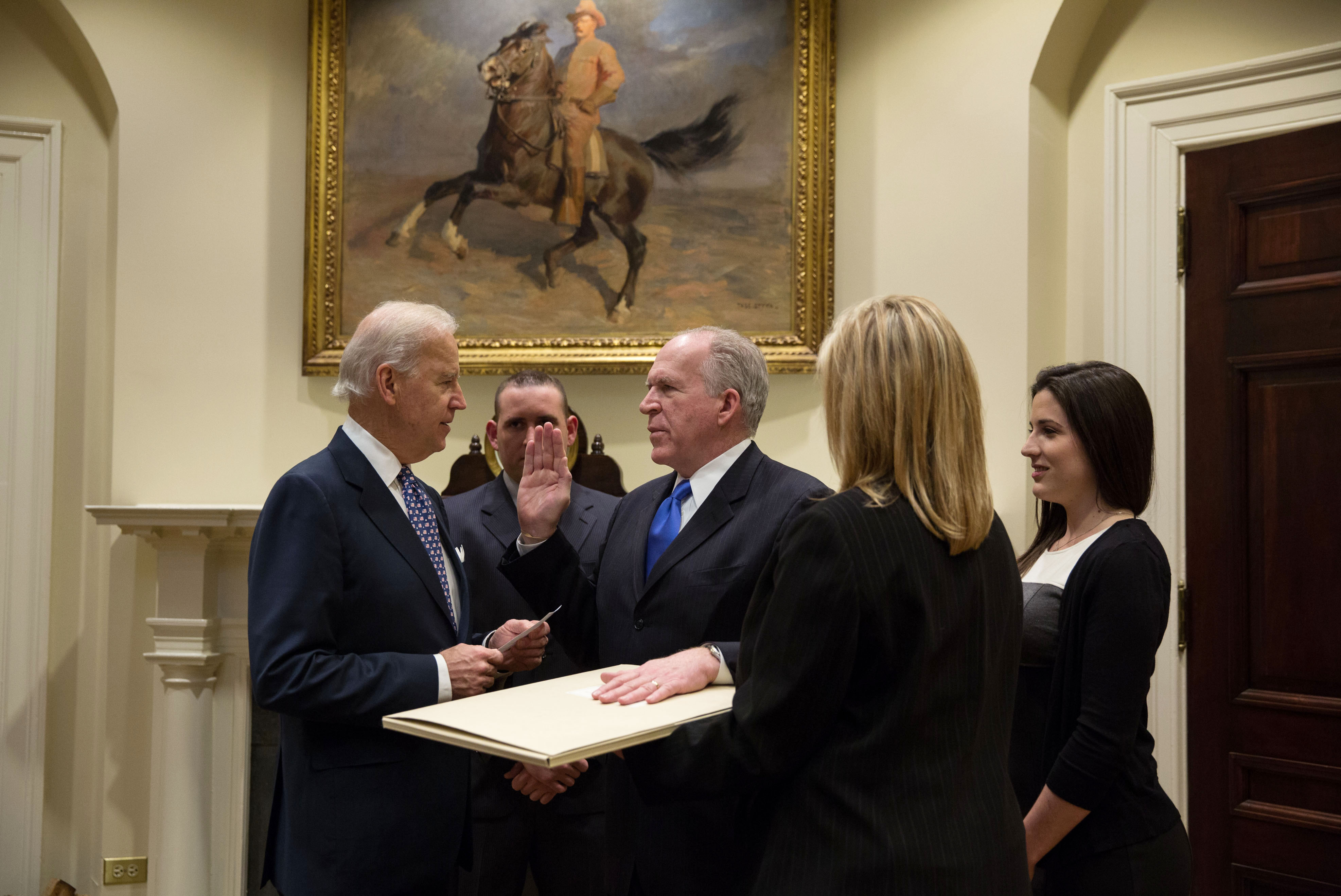
Brennan tuyên thệ nhậm chức Giám đốc CIA, 8 tháng 3 năm 2013

Tổng thống Hoa Kỳ Barack Obama đã hai lần đề cử Brennan giữ chức Giám đốc Cơ quan Tình báo Trung ương Hoa Kỳ.
Morris Davis, một cựu Chánh công tố cho Các ủy ban Quân sự Guantanamo đã so sánh Brennan với Omar Khadr của Canada, người đã bị kết tội "phạm tội giết người vi phạm pháp luật của chiến tranh". Ông cho rằng vai trò của Brennan trong việc nhắm mục tiêu cá nhân cho các cuộc tấn công tên lửa của CIA đã không có thẩm quyền hơn ném những quả lựu đạn mà Khadr bị buộc tội.
Vào ngày 27 tháng 2 năm 2013, Ủy ban Tình báo Thượng viện đã hoãn một cuộc bỏ phiếu, dự kiến sẽ được thực hiện vào ngày hôm sau trên xác nhận của Brennan cho đến tuần tiếp theo. Vào ngày 05 tháng 3, Ủy ban Tình báo chấp thuận đề cử với số phiếu 12-3. Thượng viện đã có kế hoạch bỏ phiếu đề cử của Brennan vào ngày 6 tháng 3 năm 2013. Tuy nhiên, Thượng nghị sĩ đại diện tiểu bang Kentucky Rand Paul bắt đầu bàn về việc cản trở thông qua vụ bỏ phiếu, với lý do Tổng thống Barack Obama và sử dụng chính quyền của ông của đã sử dụng nhiều máy bay không người lái, cho rằng "Không một chính trị gia nào nên được phép phán xét về sự phạm tội, cáo buộc một cá nhân, để phán xét tội của một cá nhân và hành quyết một cá nhân. Điều này đi ngược lại tất cả mọi thứ mà chúng ta về cơ bản tin ở nước ta". Vụ cản trở đề cử của Paul tiếp tục trong 13 giờ, sau đó Brennan đã được xác nhận bởi một cuộc bỏ phiếu với tỷ lệ phiếu 63-34.
Brennan tuyên thệ nhậm chức Giám đốc CIA ngày 8 tháng 3 năm 2013.